# أم الجورجيين

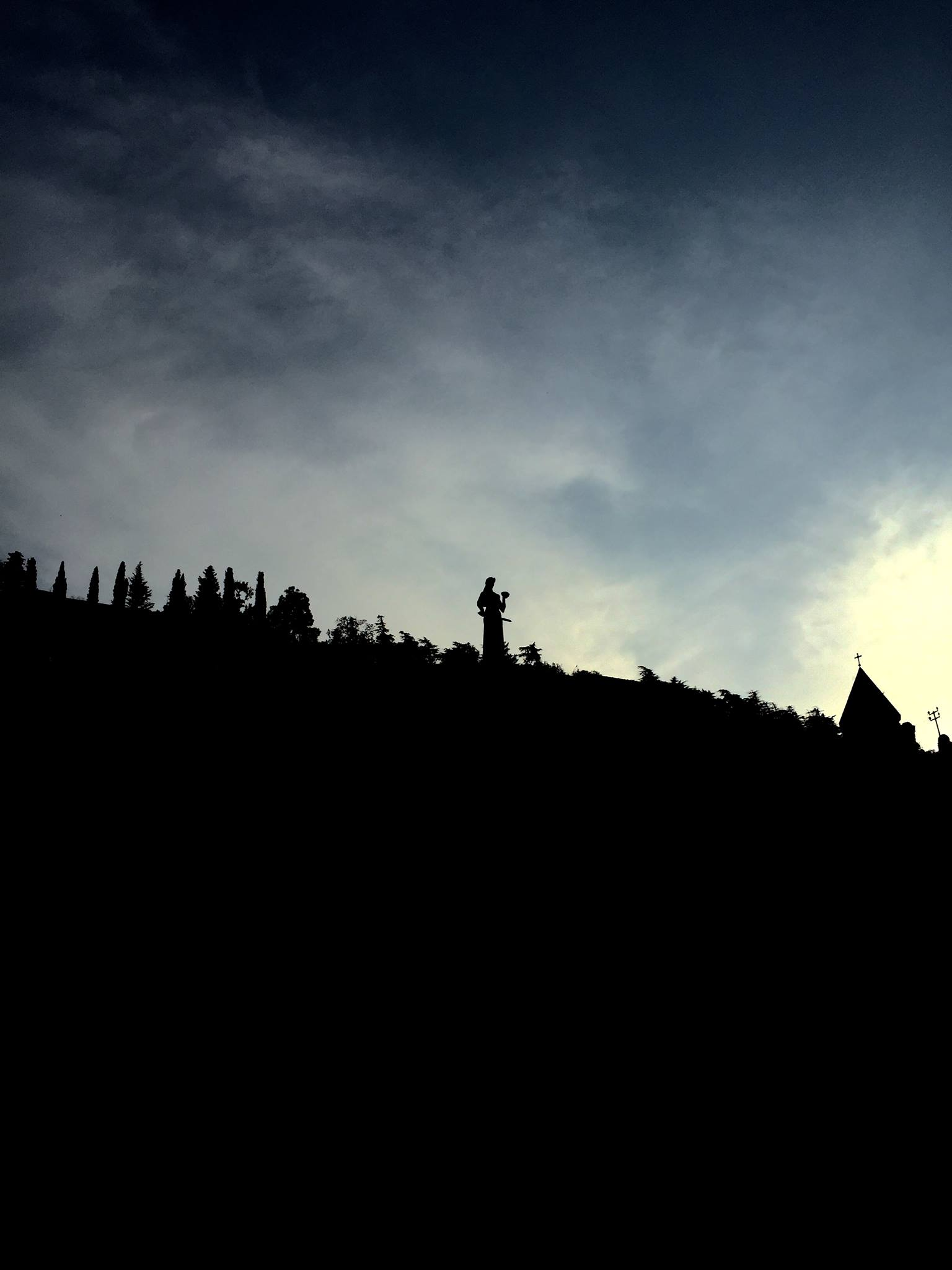
كارتفليس دادا في صورة ظلية.

 كارتفليس دادا ((بالجورجية: ქართვლის დედა)‏، أم الجورجيين) والتي تعرف خطأ باسم كارتفليس دادا نصب تذكاري في تبليسي عاصمة جورجيا، والذي أصبح رمزاً للمدينة.
وقد شيد التمثال على قمة تل Sololaki في عام 1958، وهو العام الذي احتفلت فيه تبليسي بعيدها ال1500. وقد صمم النحات الجورجي البارز Elguja Amashukeli تمثالاً من الألومنيوم يبلغ طوله عشرين متراً على هيئة امرأة في الزي الوطني الجورجي. وترمز إلى الطابع الوطني الجورجي: تحمل في يدها اليسرى وعاءاً من النبيذ لاستقبال أولئك الذين يأتون كأصدقاء، وفي يدها اليمنى السيف لأولئك الذين يأتون كأعداء.